# Pseudojuloides crux
Pseudojuloides crux là một loài cá biển thuộc chi Pseudojuloides trong họ Cá bàng chài. Loài này được mô tả lần đầu tiên vào năm 2020.

## Từ nguyên
Từ định danh của loài được đặt theo tên gọi của chòm sao nổi tiếng ở bầu trời bán cầu nam, Nam Thập Tự (Crux), hàm ý đề cập đến việc loài này có phạm vi phân bố ở Nam bán cầu.

## Phân loại và phạm vi phân bố
Năm 2020, phạm vi phân bố của loài Pseudojuloides elongatus đã được xác định lại. Theo đó, quần thể trước đây được cho là P. elongatus ở Tây Úc đã được công nhận là P. crux. Cụ thể, phạm vi của P. crux được ghi nhận từ Houtman Abrolhos trải dài đến quần đảo Dampier.
P. crux sống trên nền đáy đá vụn và trong các thảm cỏ biển, rong tảo ở độ sâu đến 25 m.

## Mô tả
P. crux có chiều dài cơ thể tối đa được ghi nhận là gần 10,1 cm. Chúng là loài dị hình giới tính.
So với P. elongatus và Pseudojuloides paradiseus, cá đực của P. crux có màu vàng lục đến màu vàng cam (P. paradiseus có màu vàng cam sáng hơn P. crux), thân trên được phủ một dải màu đen với các hàng đốm màu xanh lam óng (P. elongatus không có dải đen này). Cá cái của P. crux có màu cam phớt hồng đến màu ô liu (xanh lục pha vàng).
Số gai ở vây lưng: 9; Số tia vây ở vây lưng: 12; Số gai ở vây hậu môn: 3; Số tia vây ở vây hậu môn: 12; Số tia vây ở vây ngực: 12; Số gai ở vây bụng: 1; Số tia vây ở vây bụng: 5.

### Trích dẫn
- "Two New Species of Pseudojuloides from Western Australia and Southern Japan, with a Redescription of Pseudojuloides elongatus (Teleostei: Labridae)" (PDF). Copeia. Quyển 108 số 3. 2020. tr. 551–569. {{Chú thích tạp chí}}: Đã bỏ qua tham số không rõ |authors= (trợ giúp)